# José Antonio Celsi
José Antonio Celsi Ferrer (Santiago, 15 de diciembre de 1952) es un piloto chileno de rally, actualmente retirado. Es considerado hasta el día de hoy, como uno de los mejores pilotos chilenos de rally de todos los tiempos.

## Trayectoria

### Nacional
Nació en Santiago, en el sector rural de Isla de Maipo. Hijo de inmigrantes italianos, desde siempre estuvo relacionado con caminos de tierra del sector de donde vive, en su primer acercamiento al rally, se inscribió en 1978 en el Rally de Osorno, a bordo de un Peugeot 504 en la categoría 2000 c.c. donde se alzó con el primer lugar en su debut.
Años después, se inscribe en la categoría 851-1300 c.c. a bordo de un Fiat 147 y como copiloto su gran amigo Elvio Olave, artífice de varios títulos que consiguieron juntos, es a fines de 1983 que firma con una de las marcas más identificadas con el piloto de Isla de Maipo, Subaru, a bordo de un Leone Hardtop compite y gana el Rally de Alhué de ese año. Al año siguiente obtiene el triunfo en el Rally en Coyhaique y el título de campeón en la temporada 1984 en la categoría 1301-2000 c.c. al ganar 7 de 12 rallys disputados en el año (Austral, Lampa, Glorias Navales (Talcahuano-Valparaíso), Melipilla I, Chillán, Puerto Montt y Copiapó). 
A modo de anécdota, fue el único piloto en completar los primes del primer día en el Rally de las Glorias Navales de ese año y que se corría bajo una lluvia torrencial.
En 1985 corre nuevamente por el equipo oficial Subaru, y en el Rally de Pirque, Celsi y su copiloto Olave sufrieron un aparatoso volcamiento que terminó con el auto totalmente destruido. A pesar de ello debuta en la fecha siguiente en Curacaví con un nuevo auto de la casa japonesa, el Subaru Loyale, llegando a ser el subcampeón de la temporada 1985 con tres triunfos en 8 fechas (Puerto Montt (con el Leone Hardtop), Concepción y Chillán (con el Loyale), en 1986, vuelve a retener el título de campeón de Chile al ganar 2 fechas de 8 (Concepción y Rally del Pacífico (cuando era válido por el campeonato Sudamericano)).
Tras un largo receso del rally en Chile durante los años 1990, José Antonio Celsi regresa en 1998 en el reestreno del campeonato nacional a bordo de un Nissan Sentra II "oficial" en la categoría N2, donde consigue los títulos de 1998, ganando los rallys de San Felipe, Del Pacífico-Puerto Montt y La Serena, y el de 1999 ganando los rallys de Los Vilos, Talca, San Felipe y Del Pacífico-Puerto Montt (con puntaje Doble).
En 2000 corre en el naciente campeonato Rally Mobil a bordo de un Subaru Impreza WRX del equipo Automotriz Portillo en la categoría N4, donde consigue el subcampeonato, ganando previamente los rallys de Viña del Mar, La Serena y San Felipe. En la última fecha, cuando tras ir punteando la competencia debe detenerse por problemas mecánicos que lo hacen retrasarse y perder el título a manos del piloto Rolando Bienzobas.

### Internacional
A nivel internacional participó desde 1981 en la fecha Argentina del Campeonato Mundial de Rally y desde 1986 a 1989 en el equipo oficial Subaru, donde consigue una octava posición en la edición 1986 y un meritorio quinto lugar en la clasificación general en la edición 1988, el mejor lugar logrado por un piloto chileno en el rally internacional.
En la actualidad, vive en la localidad de Isla de Maipo dedicado a sus negocios de productos agrícolas y a apoyar a sus hijos José Antonio y Jorge en el ámbito del motociclismo enduro y motocross